# Jaime Ferrandis d'Híxar
Jaime Francisco Victor Ferrandis d'Híxar i Cabrera Sarmiento de Silva de Villandrando de la Cerda i Pinós nascut el 30 de gener de 1625 a Madrid i morí el 25 de febrer de 1700. Era fill d'Isabel Margarita Fernández d'Híxar i Castro-Pinós (IV duquessa d'Híxar), i de Rodrigo Sarmiento de Silva. L'any 1642 esdevenir el V duc d'Híxar i fou el IV comte de Guimerà. L'any 1678 les Corts d'Aragó li atorgaren la naturalització aragonesa.
Es casà tres vegades, tenint set fills amb la segona muller Mariana de Pignatelli d'Aragó, i amb la tercera, dos.
Fou virrei d'Aragó entre 1681 i 1692. L'any 1684 concedeix la desaparició de la jurisdicció civil i criminal de La Puebla d'Híxar.